# 莎乐美 (1550年)
《莎乐美》（西班牙语： Salomè con la testa di Giovanni Battista ），是威尼斯画家提香的一幅布面油画，绘制于1550年左右，现藏于马德里 普拉多博物馆。注意提香绘制过多幅关于这一题材的作品，如1515年作品（现藏于罗马） 、1570年作品（私人收藏）等。